# Ларсен-Бей (Аляска)
Ларсен-Бей (англ. Larsen Bay, алют. Uyaqsaq) — город, расположенный в боро Кадьяк-Айленд (штат Аляска, США) с населением в 87 человек по статистическим данным переписи 2010 года.

## География
По данным Бюро переписи населения США город Ларсен-Бей имеет общую площадь в 19,68 км², из которых 13,99 км² занимает суша и 5,7 км² — вода. Площадь водных ресурсов города составляет 28,96 % от всей его площади.
Город Ларсен-Бей расположен на высоте 0 метров над уровнем моря.

## Демография
По данным переписи населения 2000 года в Ларсен-Бей проживало 115 человек, 26 семей, насчитывалось 40 домашних хозяйств и 70 жилых домов. Средняя плотность населения составляла около 5 человек на один квадратный километр. Расовый состав Ларсен-Бей по данным переписи распределился следующим образом: 20,87 % белых, 78,26 % — коренных американцев, 0,87 % — представителей смешанных рас.
Из 40 домашних хозяйств в 42,5 % — воспитывали детей в возрасте до 18 лет, 45 % представляли собой совместно проживающие супружеские пары, в 12,5 % семей женщины проживали без мужей, 35 % не имели семей. 27,5 % от общего числа семей на момент переписи жили самостоятельно, при этом 5 % составили одинокие пожилые люди в возрасте 65 лет и старше. Средний размер домашнего хозяйства составил 2,88 человек, а средний размер семьи — 3,54 человек.
Население города по возрастному диапазону по данным переписи 2000 года распределилось следующим образом: 38,3 % — жители младше 18 лет, 4,3 % — между 18 и 24 годами, 28,7 % — от 25 до 44 лет, 19,1 % — от 45 до 64 лет и 9,6 % — в возрасте 65 лет и старше. Средний возраст жителей составил 29 лет. На каждые 100 женщин в Ларсен-Бей приходилось 113 мужчин, при этом на каждые сто женщин 18 лет и старше приходилось 102,9 мужчин также старше 18 лет.
Средний доход на одно домашнее хозяйство в городе составил 40 833 доллара США, а средний доход на одну семью — 30 000 долларов. При этом мужчины имели средний доход в 31 250 долларов США в год против 50 625 долларов среднегодового дохода у женщин. Доход на душу населения в городе составил 16 227 долларов в год. 27,3 % от всего числа семей и 20,5 % от всей численности населения города находилось на момент переписи населения за чертой бедности, при этом из них 22,6 % были моложе 18 лет и 33,3 % — в возрасте 65 лет и старше.